# 福岡村 (山梨県)
福岡村（ふくおかむら）は山梨県中巨摩郡にあった村。現在の甲斐市中部、荒川右岸にあたる。

## 地理
- 河川：荒川

## 歴史
- 1875年（明治8年）1月 - 巨摩郡境村・牛句村・大久保村が合併して福岡村となる。
- 1878年（明治11年）7月22日 - 郡区町村編制法の施行により、福岡村が中巨摩郡の所属となる。
- 1889年（明治22年）7月1日 - 町村制の施行により、福岡村が単独で自治体を形成。
- 1927年（昭和2年）4月1日 - 松島村と合併して敷島村が発足。同日福岡村廃止。